# Misia
Misia (greacă: Μυσία, turcă: Misya) a fost o regiune în nord-estul Asiei Mici, situată pe coasta sudică a Mării Marmara. Se învecina cu Troada la vest, cu Eolia la sud-vest, cu Lidia la sud, cu Frigia la sud-est și cu Bitinia la est. Pergamon a fost cel mai mare oraș al Misiei, care din 133 î.Hr. va intra în componența provinciei romane Asia.

## Limbă

Misia

Limba vorbită în Misia este limba misiană, din familia limbilor anatoliene. După scrierile lui Strabon, limba misiană este o amestecare a limbii lidiene cu cea frigiană, dar Ateneus din Naucratis ne sugerează că se aseamănă cu limba vorbită în nordul Macedoniei, în Paeonia. 

## Istoric

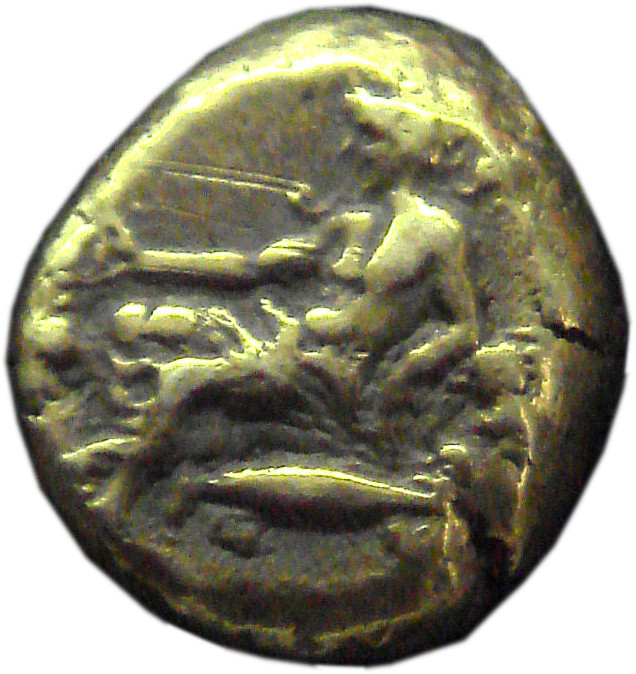
Monedă misiană din secolul al IV-lea î.Hr.

Misia este cucerită de regatul neo-hitit, Lidia, în secolul al VII-lea î.Hr. . Regele lidian, Cresus, ascultând profeția conform căreia "cel ce va ataca imperiul (Imperiul Persan al lui Cirus cel Mare) aflat la est de râul Halys îl va cuceri". Cirus cel Mare, după asediul capitalei Sardes, ocupă întreaga Lidie, inclusiv Misia.
După o stăpânire persană de trei sute de ani, Misia este ocupată de Alexandru cel Mare după bătălia de la Granicus. La moartea cuceritorului macedonean, Misia și împrejurimile se vor găsi sub conducerea diverșilor diadohi.
Antioh cel Mare o include în Imperiul Seleucid până la conflictul acestuia cu Republica Romană, care se soldează cu Tratatul de la Apamea. În urma pactului, Misia este preluată de Pergamon, care o va lăsa moștenire Romei în 133 î.Hr.
În cadrul Imperiului Roman, Misia alături de Caria, Frigia, Lidia și Troada compuneau provincia romană, Asia, până în perioada tetrarhiei când va fi reorganizată. În 395 d.Hr., Imperiul Roman de Răsărit preia conducerea regiunii. Selgiucizii o vor menține perioade scurte în timpul conflictelor cu bizantinii. În 1204, în urma Cruciadei a patra, Misia alăturată Imperiului de la Niceea va duce o politică anti-latină.
În secolul al XIV-lea, turcii otomani ocupă Anatolia, inclusiv Misia, până după Primul Război Mondial.